# Tú Sơn, Kim Bôi
Tú Sơn là một xã thuộc huyện Kim Bôi, tỉnh Hòa Bình, Việt Nam.
Xã Tú Sơn có diện tích 45,54 km², dân số năm 1999 là 5819 người, mật độ dân số đạt 128 người/km².